# Thử thách thần chết: Giữa hai thế giới
Thử thách thần chết: Giữa hai thế giới (tiếng Hàn: 신과함께-죄와 벌; Romaja: Sin gwa Hamkke - Joe wa Beol; dịch nghĩa đen: ""God with Together - Sin and Punishment"", tiếng Anh: Along With the Gods: The Two Worlds) là một bộ phim ra mắt vào năm 2017 của Hàn Quốc thuộc thể loại giả tưởng do Kim Yong-hwa làm đạo diễn và dựa trên một webcomic của Joo Ho-min. Bộ phim sẽ được phát hành trong hai phần, với các ngôi sao Ha Jung-woo, Cha Tae-hyun, Ju Ji-hoon và Kim Hyang-gi. Phần đầu của bộ phim được ra mắt vào 20 tháng 12 năm 2017.

## Nội dung
Lưu ý: Nội dung dưới đây có thể sẽ tiết lộ gần hết cốt truyện.
Theo Kinh Phật, địa ngục được chia làm 7 tầng, tượng trưng cho 7 tội lỗi cơ bản của con người: lừa dối, lười nhác, bất công, phản bội, bạo lực, sát sinh và bất hiếu. Khi một người tới Hậu kiếp, họ sẽ bị phán xử 7 lần ở 7 tầng trong vòng 49 ngày. Chỉ những người vượt qua hết tất cả thử thách mới có thể được đầu thai hóa kiếp.
Kim Ja-hong (Cha Tae-hyun) là một người lính cứu hỏa mẫu mực, tận tụy, hết lòng yêu thương gia đình của mình và mọi người xung quanh. Thế nhưng, trong một nhiệm vụ giải cứu một đứa bé khỏi một vụ hỏa hoạn, Kim không may gặp tai nạn. Dù đứa bé đã an toàn, nhưng Kim thì đã qua đời. Tại đây anh gặp hai Vệ thần Hewonmak (Joo Ji-hoon) và Lee Deok-choon (Kim Hyang-gi). Deok-choon cho biết anh là 1 Linh hồn Thuần Khiết (linh hồn của những người không gây ra bất kì tội lỗi nào ở Dương thế) hàng trăm năm mới có một. Anh vô cùng sốc khi biết mình đã chết nhưng chưa kịp gặp mẹ lần cuối thì anh đã bị hút vào con đường dẫn tới cổng Hậu thế. Gang-lim (Ha Jung-woo) - đội trưởng đội Vệ thần cũng tham gia bảo vệ anh với tư cách là Luật sư bào chữa.
Tưởng chừng sẽ dễ dàng, nhưng hành trình đầu thai chuyển kiếp của anh lại vô cùng chông gai: trừ bất công và phản bội, những tầng địa ngục còn lại luôn cố gắng kết tội và trừng phạt anh. Vì những việc làm sai trái trong quá khứ của mình giúp cuộc sống của tất cả mọi người xung quanh anh trở nên tốt đẹp hơn nên các vị thần cai quản từng tầng đều không tuyên án anh. Cảnh phim chỉ thực sự cao trào khi anh bước vào 2 tầng cuối: Địa ngục Bạo lực và Địa ngục Bất hiếu. Kể từ đây, quá khứ đầy đau buồn và u ám của anh hiện ra từng chút một: anh có một người mẹ bị câm và một người em trai bị suy dinh dưỡng tên Kim Su-hong. Tuy có một gia đình hạnh phúc nhưng vì quá khổ cực, anh đã cố giết mẹ của mình và tự tử cùng người em trai nhưng không thành. Quá mặc cảm, anh đã bỏ nhà ra đi suốt 15 năm và làm nhiều công việc khác nhau với ước muốn có thể bù đắp cho sự túng thiếu của gia đình...
Hành trình của Kim Ja-hong càng khó khăn hơn khi người em trai Kim Su-hong trở thành một Linh hồn Hận thù do Won Dong-yeon (Do Kyung-soo) - một binh nhì bị bệnh trầm cảm vô tình bắn trúng bụng Su-hong và Trung úy Park Moo-shin (Lee Joon-hyuk) chôn sống. Gang-lim buộc phải lên Dương thế để ngăn cản Su-hong lúc này vừa hận Ja-hong vừa hận Moo-shin đến mức có ý định làm đảo lộn cuộc sống Dương thế. Hewonmak - thực ra là Chúa tể Yeomra (Lee Jung-jae) cảnh báo Gang-lim đang phá luật Âm giới vì hành động của mình nhưng Gang-lim bỏ ngoài tai. Sau một hồi đuổi bắt, Gang-lim cuối cùng cũng bắt được Su-hong, nhưng khi Su-hong nói lý do tại sao mình chết thực sự thì Gang-lim mới sực tỉnh nhớ lại kiếp trước của mình một cách mơ hồ. Su-hong trốn thoát, nhưng khi phát hiện Gang-lim đang chứng kiến Dong-yeon treo cổ tự sát, Su-hong đã cầu xin Gang-lim cho phép được nói những lời cuối cùng trước khi từ biệt Dương thế.